# Biebertal
Biebertal ist eine Gemeinde im mittelhessischen Landkreis Gießen. Sie ist nach der Bieber benannt, die das Gemeindegebiet von Nordnordwesten nach Südsüdosten durchfließt.

## Geografie
Biebertal liegt um das Wahrzeichen, den fast 500 m hohen Dünsberg herum und am Westrand eines der größten zusammenhängenden Waldgebiete Hessens, dem Krofdorfer Forst (auch Preußischer Wald), beides Teile des Naturraumes Krofdorf-Königsberger Forst.
Die Gemeinde liegt im Gleiberger Land an den Ausläufern des Gladenbacher Berglandes ins Gießener Becken. Das Gemeindegebiet deckt sich fast mit dem Einzugsgebiet des Lahn-Nebenflusses Bieber, die mit ihren Quellflüssen Strupbach und Dünsbergbach sowie ihrem Nebenfluss Kehlbach die Talungen bereitstellt, an denen fast alle Ortsteile liegen. Lediglich Krumbach entwässert über den gleichnamigen Bach, die Vers und schließlich die Salzböde zur Lahn, während Frankenbach unmittelbar zwischen den Quellen von Dünsbergbach und Frankenbach (ebenfalls zur Vers) und Königsberg zwischen denen von Strupbach und Schwalbenbach (eigenständiger Lahn-Nebenfluss) liegt.

### Nachbargemeinden
Biebertal grenzt im Norden an die Gemeinden Bischoffen (Lahn-Dill-Kreis) und Lohra (Landkreis Marburg-Biedenkopf), im Osten an die Gemeinde Wettenberg, im Süden an die Gemeinde Heuchelheim und die Gemeinde Lahnau (Lahn-Dill-Kreis), im Südwesten an die Stadt Wetzlar (Lahn-Dill-Kreis), sowie im Westen an die Gemeinde Hohenahr (Lahn-Dill-Kreis). Biebertal bildet mit Wettenberg, Lahnau und Heuchelheim das Gleiberger Land.

### Gemeindegliederung
Biebertal ist eine Großgemeinde, bestehend aus den Orten: Fellingshausen, Frankenbach, Königsberg, Krumbach, Rodheim-Bieber und Vetzberg. Bis zur Gebietsreform in Hessen 1977, Bildung der Stadt Lahn, gehörten sie zum damaligen Kreis Wetzlar.

## Geschichte

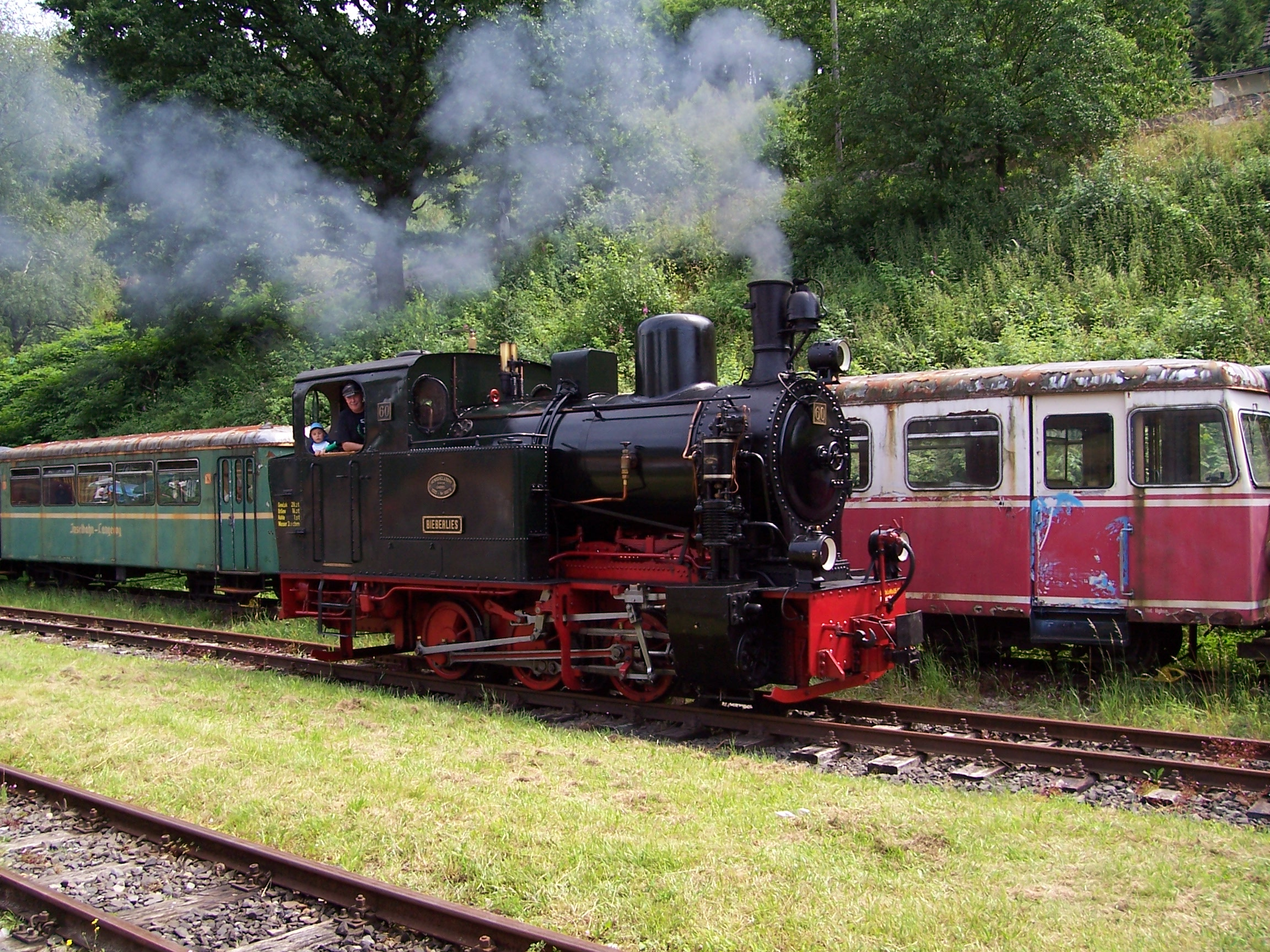
Erhaltene Lokomotive der ehemaligen Biebertalbahn

Bereits die Kelten siedelten auf dem strategisch guten Dünsberg, was zahlreiche Grabungen belegen. Die erste Erwähnung von „Biber“ erfolgte 775 nach Christus: Ein Meggenheim schenkte damals Eigentum zu Biberaha (Bieber) an das Kloster Fulda. Die nächsten Erwähnungen waren 1300–1454 unter „Biberaha“.
Erst 1680 hieß es erstmals „uff der Bieber“. Die Bevölkerung setzte sich aus Tagelöhnern und wenigen Bauern zusammen. Am Oberlauf des Bieberbaches gab es sieben Mühlen, um die sich bis zur Mitte des 19. Jahrhunderts nur wenige Häuser gruppierten. Die Einwohnerzahl belief sich 1837 noch auf 190.
Die Erschließung der Erzgruben (siehe Grube Friedberg und Liste von Bergwerken im Lahn-Dill-Gebiet) und die Ansiedlung der Zigarrenfabrik in der zweiten Hälfte des 19. Jahrhunderts brachte Bieber einen Boom. In der Kehlbachstraße entstand eine Art „Industriegebiet“, die Erwähnung einer Hammerschmiede erfolgt 1422. Die Entwicklung ging weiter: 1620/1622 wird der Abbau und das Brennen von Kalk erwähnt, industriell wurde Kalk ab 1941 gefördert.
In der Folge wurde 1898 die Schmalspurbahn Gießen–Bieber für die „Bieberlies“ gebaut. Eine Erzverladestelle der Bahn war nahe dem 1890 gegrabenen Ida-Stollen im Baumgarten, wo noch heute das Maschinenhaus der ehemaligen Grube Eleonore zu sehen sind. 1906 wurde eine Wasserleitung (mit 70 italienischen Gastarbeitern) gelegt, 1914 kam der elektrische Strom, 1973 eine Umgehungsstraße.
Die Gemarkung von Bieber war früher dreigeteilt. Das Gebiet gehörte zu Königsberg, Fellingshausen und Rodheim. Die Versuche Biebers, eine eigene Gemeinde zu werden, scheiterten bereits 1862, als die Bürgermeister Wagner (Rodheim) und Gerlach (Fellingshausen) die Bildung der Gemarkung Bieber ablehnten. Seit dem 1. April 1933 gehörte Bieber zu Rodheim.
Gemeindebildung
Im Zuge der Gebietsreform in Hessen wurde die Gemeinde Biebertal am 1. Dezember 1970 durch den freiwilligen Zusammenschluss der Gemeinden Fellingshausen, Königsberg, Krumbach, Rodheim-Bieber und Vetzberg gegründet. Der Sitz der Gemeindeverwaltung wurde Rodheim-Bieber. Am 1. Januar 1977 wurde kraft Landesgesetz die bis dahin selbstständige Gemeinde Frankenbach nach Biebertal eingegliedert. Für alle ehemals eigenständigen Gemeinden wurden Ortsbezirke mit Ortsbeirat und Ortsvorsteher eingerichtet.

## Politik

### Gemeindevertretung
Die Kommunalwahl am 14. März 2021 lieferte folgendes Ergebnis, in Vergleich gesetzt zu früheren Kommunalwahlen:
| Sitzverteilung in der Gemeindevertretung 2021Insgesamt 31 Sitze - SPD: 7 - Grüne: 6 - FDP: 1 - FW: 11 - CDU: 6 | Parteien und Wählergemeinschaften | Parteien und Wählergemeinschaften           | 2021  | 2021  | 2016  | 2016  | 2011  | 2011  | 2006  | 2006  | 2001  | 2001  |
| Sitzverteilung in der Gemeindevertretung 2021Insgesamt 31 Sitze - SPD: 7 - Grüne: 6 - FDP: 1 - FW: 11 - CDU: 6 | Parteien und Wählergemeinschaften | Parteien und Wählergemeinschaften           | %     | Sitze | %     | Sitze | %     | Sitze | %     | Sitze | %     | Sitze |
| Sitzverteilung in der Gemeindevertretung 2021Insgesamt 31 Sitze - SPD: 7 - Grüne: 6 - FDP: 1 - FW: 11 - CDU: 6 | FW                                | Freie Wähler Biebertal                      | 35,6  | 11    | 42,0  | 13    | 29,9  | 9     | 34,4  | 11    | 23,7  | 9     |
| Sitzverteilung in der Gemeindevertretung 2021Insgesamt 31 Sitze - SPD: 7 - Grüne: 6 - FDP: 1 - FW: 11 - CDU: 6 | SPD                               | Sozialdemokratische Partei Deutschlands     | 22,0  | 7     | 27,7  | 9     | 35,8  | 11    | 38,0  | 12    | 45,4  | 17    |
| Sitzverteilung in der Gemeindevertretung 2021Insgesamt 31 Sitze - SPD: 7 - Grüne: 6 - FDP: 1 - FW: 11 - CDU: 6 | Grüne                             | Bündnis 90/Die Grünen                       | 20,5  | 6     | 13,4  | 4     | 15,8  | 5     | 6,7   | 2     | 6,7   | 2     |
| Sitzverteilung in der Gemeindevertretung 2021Insgesamt 31 Sitze - SPD: 7 - Grüne: 6 - FDP: 1 - FW: 11 - CDU: 6 | CDU                               | Christlich Demokratische Union Deutschlands | 17,8  | 6     | 17,0  | 5     | 15,6  | 5     | 20,9  | 6     | 24,2  | 9     |
| Sitzverteilung in der Gemeindevertretung 2021Insgesamt 31 Sitze - SPD: 7 - Grüne: 6 - FDP: 1 - FW: 11 - CDU: 6 | FDP                               | Freie Demokratische Partei                  | 4,1   | 1     | —     | —     | 2,9   | 1     | —     | —     | —     | —     |
| Sitzverteilung in der Gemeindevertretung 2021Insgesamt 31 Sitze - SPD: 7 - Grüne: 6 - FDP: 1 - FW: 11 - CDU: 6 | Gesamt                            | Gesamt                                      | 100,0 | 31    | 100,0 | 31    | 100,0 | 31    | 100,0 | 31    | 100,0 | 37    |
| Sitzverteilung in der Gemeindevertretung 2021Insgesamt 31 Sitze - SPD: 7 - Grüne: 6 - FDP: 1 - FW: 11 - CDU: 6 | Ungültige Stimmen in %            | Ungültige Stimmen in %                      | 2,9   | —     | 4,0   | —     | 3,1   | —     | 2,2   | —     | 2,6   | —     |
| Sitzverteilung in der Gemeindevertretung 2021Insgesamt 31 Sitze - SPD: 7 - Grüne: 6 - FDP: 1 - FW: 11 - CDU: 6 | Wahlbeteiligung in %              | Wahlbeteiligung in %                        | 54,1  | 54,1  | 51,7  | 51,7  | 49,6  | 49,6  | 47,1  | 47,1  | 56,2  | 56,2  |

### Bürgermeister
Nach der hessischen Kommunalverfassung wird der Bürgermeister für eine sechsjährige Amtszeit gewählt, seit dem Jahr 1993 in einer Direktwahl, und ist Vorsitzender des Gemeindevorstands, dem in der Gemeinde Biebertal neben dem Bürgermeister ehrenamtlich ein Erster Beigeordneter und sieben weitere Beigeordnete angehören. Bürgermeisterin ist seit dem 1. März 2018 die parteiunabhängige Patricia Ortmann. Sie setzte sich am 12. Februar 2017 in einer Stichwahl, die der Amtsinhaber Thomas Bender für seine dritte Amtszeit verfehlte, bei 55,4 Prozent Wahlbeteiligung mit 63,6 Prozent der Stimmen durch. Eine Wiederwahl ohne Gegenkandidaten folgte im Oktober 2023.
Amtszeiten der Bürgermeister
- 2018–2030 Patricia Ortmann[13]
- 2006–2018 Thomas Bender
- 2000–2005 Helga Lopez (SPD)
(ausgeschieden am 18. Oktober 2005 als MdB mit Konstituierung des 16. Deutschen Bundestags)
- 1988–2000 Günter Leicht (FWG)[16]
- 1971–1988 Helmut Bechlinger (FWG)
- 1970–1971 Wolf-Dieter Meckel (SPD)

### Parteien
Von 1994 bis 1997 stellte die FWG mit der CDU die Mehrheit in der Gemeindevertretung. Von 1997 bis 2001 wurde die Mehrheit in der Gemeindevertretung von SPD und B90/Grünen gestellt. Von 2001 bis 2011 stellten SPD und CDU die Mehrheit in Biebertal, seit 2011–2016 die SPD und die FWG. Ab 2016 bis 2021 stellten die CDU und FWG in einer Koalition die Mehrheit und ab 2021 stellt eine Kooperation aus CDU / SPD / Bündnis 90-DieGrünen sowie der FDP die Mehrheit. Weiterhin sind noch die FWG in der Gemeindevertretung vertreten.
Die ehemalige Bürgermeisterin von Biebertal, Helga Lopez (SPD), vertrat in der 16. Legislaturperiode den Wahlkreis 172 Lahn-Dill (Lahn-Dill-Kreis sowie Biebertal und Wettenberg) als Direktkandidatin im Deutschen Bundestag.

### Wappen
Das Wappen wurde am 20. Februar 1974 durch das Hessische Ministerium des Innern genehmigt.
Blasonierung: „In gespaltenem Feld vorn in Schwarz ein linkshin gewendeter, rotbezungter goldener Biber, hinten in Gold ein roter Fuchs; im roten Schildhaupt eine goldene, mit blauen Steinen besetzte Krone.“
Die Krone als Wappenzeichen Königsbergs erschien bereits im 16. Jahrhundert im Siegel der damaligen „civitas Regiomontana“. Der Fuchs wurde im Jahr 1969 als Wappensymbol für die Gemeinde Fellingshausen gewählt, weil ihre Einwohner traditionell Rotfüchse oder Rotköppe genannt wurden. Der Biber war 1968 als „redendes“, d. h. auf den Ortsnamen hinweisendes Symbol von der Gemeinde Rodheim-Bieber angenommen worden. Er weist im neuen Wappen ebenfalls auf den Namen der neu gebildeten Gemeinde hin.
Das Wappen wurde vom Heraldiker Heinz Ritt gestaltet.

### Flagge
Die Flagge wurde am 22. Oktober 1980 durch das Hessische Ministerium des Innern genehmigt.
Flaggenbeschreibung: „Zwischen zwei schmalen roten Seitenstreifen eine breite gelbe Mittelbahn, in der oberen Hälfte belegt mit dem Gemeindewappen.“

### Gemeindepartnerschaften
Biebertal pflegt partnerschaftliche Beziehungen zu:
- Sarrians in Frankreich seit 1969
- Denbigh in Wales seit 1991
- Eibenstock im Erzgebirge in Sachsen seit 1991

## Kultur und Sehenswürdigkeiten

### Sehenswürdigkeiten
- Burgruine Vetzberg
- Dünsberg (keltisches Oppidum)
- Museum KeltenKeller
- Gail’scher Park mit Villa
- Schmitte Mühle
- Heimatmuseen in Rodheim und Frankenbach
- Sternschanze (Schanzenanlagen aus dem siebenjährigen Krieg)

## Wirtschaft und Infrastruktur

### Bildung
- Grundschule Biebertal (Rodheim)
- Grundschule am Keltentor (Fellingshausen)
- Georg-Kerschensteiner-Schule, sonderpädagogisches Kompetenzzentrum für alle Förderbedarfe
- Die Gesamtschule Biebertal wurde im Jahr 2009 mit der Gesamtschule Wettenberg zur Gesamtschule Gleiberger Land vereint.[19][20]

### Ansässige Unternehmen
- Schmidt & Bender GmbH & Co. KG, auf Produktion und Entwicklung hochwertiger Zielfernrohre spezialisiertes Unternehmen
- ORION Erotik Fachgeschäfte GmbH & Co. KG, Unternehmen, welches 140 Erotik-Fachgeschäfte in Deutschland und Europa betreibt

## Persönlichkeiten
Söhne und Töchter der Gemeinde
- Friedrich Daab (* 4. Januar 1870 in Königsberg; 19. August 1945 in Baden-Baden), evangelisch-lutherischer Pfarrer und Publizist
- Heinrich Andreas Walther (* 21. Dezember 1696 in Königsberg; † 5. November 1748 in Frankfurt am Main), evangelisch-lutherischer Theologe und Pfarrer
- Johann Georg Wille (* 5. November 1715 auf der Obermühle am Dünsberg bei Gießen; † 5. April 1808 in Paris), bedeutender Kupferstecher, Ritter der Ehrenlegion, Hofkupferstecher des römisch-deutschen Kaisers, des Königs von Frankreich und des dänischen Königs

Mit der Gemeinde verbundene Persönlichkeiten
- Helmut Baier (1932–1997), Gründer und Leiter der Original Biebertaler Musikanten
- Gerhard Augst (* 27. Juli 1939 in Altenkirchen (Westerwald)), Professor für Germanistische Linguistik an der Universität Siegen, Lehrbeauftragter an der Justus-Liebig-Universität Gießen, wohnt in Biebertal
- Klaus W. Müller (* 21. April 1945 in Mühlhausen an der Enz), evangelischer Theologe und Missionswissenschaftler, wohnt in Biebertal